# Redi (India)

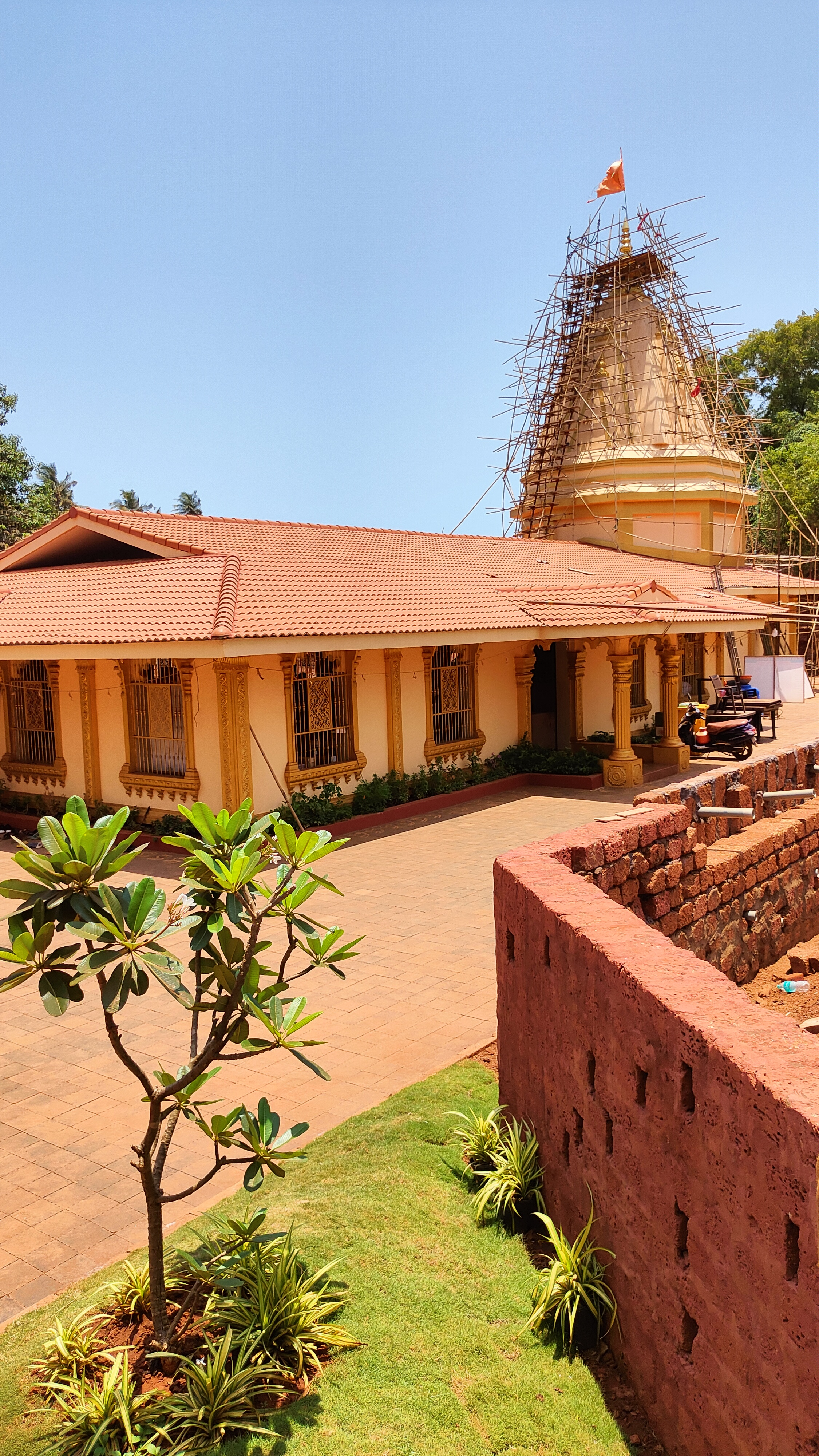
Templo de Redí

Redi es una ciudad en Vengurla Taluka (departamento de Vengurla) en el distrito Sindhudurg, en el estado Maharashtra, en India.
Se encuentra aproximadamente a 30 km de Vengurla.
Tiene importancia histórica, porque en la antigüedad era la capital del estado de Goa.
En esa época se llamaba Revati Pattanam (por la diosa Revati).
Redi posee hermosas playas y un puerto marítimo.
En Redi se encuentra el fuerte Yashwantgad.
También está cerca de la ciudad el famoso fuerte Terekhol, de Goa.

## Templos en Redi
Son famosos los templos de las nueve diosas Nava Durga (que fueron traídas desde Goa debido al miedo de que los invasores portugueses las destruyeran, como a muchas otras deidades), de Ganapati y de Mauli.
En Redi hay minas de manganeso.
En 1976, en una de las minas cerca del puerto de Rewati se encontró el ídolo de Ganapati que ahora se adora en el templo homónimo.
La deidad está en posición sentada y mide unos 15 m de altura.
Detrás del templo hay una pequeña playa con piedras.